# Calle 111 (línea Jamaica)
La Calle 111 es una estación en la línea Jamaica del Metro de Nueva York de la B del Brooklyn–Manhattan Transit Corporation. La estación se encuentra localizada en Jamaica, Queens entre la Calle 111 y la Avenida Jamaica. La estación es servida en varios horarios por los trenes del Servicio .